# Mała Synagoga we Wrocławiu
Mała Synagoga we Wrocławiu, szul – synagoga znajdująca się we Wrocławiu, przy ulicy Pawła Włodkowica 9, tuż obok synagogi Pod Białym Bocianem. Jest obecnie jedną z dwóch czynnych synagog w tym mieście.
Nieznane są jej przedwojenne losy, dlatego przyjęło się, że synagoga została założona w 1945 roku w obecnym budynku Gminy Wyznaniowej Żydowskiej, dawniej Kongregacji Wyznania Mojżeszowego. Jednak ze względu na bogato zdobiony sufit (wyjątkowy w skali całego kompleksu budynków Gminy Wyznaniowej Żydowskiej) można zakładać, że już przed wojną istniała tam bożnica. Po 1968 roku była jedyną czynną synagogą we Wrocławiu, lecz nabożeństwa odbywały się w niej sporadyczne, ze względu na załamanie życia żydowskiego w Polsce. Aktualnie nabożeństwa odbywają się w niej regularnie we wszystkie szabaty i święta żydowskie. Synagoga posiada 50 miejsc siedzących.
W 2015 roku, z inicjatywy Fundacji Bente Kahan, wnętrze małej synagogi zostało gruntownie wyremontowane. Odrestaurowano zabytkowy, secesyjny sufit, wymieniono szafę ołtarzową, bimę, szafki oraz żyrandole. Od zewnętrznej strony na środkowym oknie szulu, znajduje się witraż wykonany przez Mirę Żelechower-Aleksiun.